# 6 Foot 7 Foot
6 Foot 7 Foot is een nummer van de Amerikaanse rapper Lil Wayne, in samenwerking met Cory Gunz. Het nummer werd uitgebracht op 16 december 2010 door het platenlabel Cash Money/Island en behaalde de 9e positie in de Billboard Hot 100.
Het nummer is afkomstig van zijn negende studioalbum Tha Carter IV (2011). Het nummer werd geproduceerd door producer Bangladesh. Het nummer bevat samples van "Day-O (Banana Boat)" door Harry Belafonte.

## Achtergrond
"6 Foot 7 Foot" is de eerste single van het negende studioalbum van Lil Wayne, Tha Carter IV. Dit nummer is de eerste single die hij opnam nadat hij op 4 november 2010 werd ontslagen uit de gevangenis. Toch is het het tweede nummer waarop hij te horen is na zijn vrijlating, tussendoor deed hij ook mee in het nummer "Fire Flame" van Birdman.

## Videoclip
Op 20 januari 2011 maakte Lil Wayne bekend dat er een video bij het nummer gemaakt zou worden. De regisseur van de videoclip is Hype Williams. Verscheidene Amerikaanse rappers maken hun opwachting in de videoclip, waarin Lil Wayne als boxer fungeert. De film Inception was een belangrijke inspiratiebron bij het maken van de videoclip, iets wat is terug te zien in verscheidene scènes van de video.
Op 3 maart 2011 beleefde de video haar première bij MTV.
Op 11 oktober 2011 werd bekend dat de Explicit version ruim 37 miljoen keer was bekeken op YouTube, daarentegen is de clean version 952.000 keer bekeken.